# 유럽마가목
유럽마가목(학명: Sorbus aucuparia)은 장미과에 속하는 갈잎큰키나무 또는 갈잎작은키나무이다.
매끈한 나무 껍질이 있는 나무 줄기와 엉성하고 둥근 수관을 가지고 있우며, 잎에는 끝작은잎이 가운데맥에 나 있으며 나머지 작은잎들이 마주나기로 짝을 이루고 있다. 오뉴월에 작은 노란빛의 백색 꽃들이 모여 빽빽한 산방꽃차례로 피어나며 8~10월 사이에 익는 작은 크기의 붉은 이과(梨果)로 열매맺혀 많은 새들이 먹는다.
마가목속은 종이 매우 다양해 식물학자들은 특정 지역에 서식하는 나무들을 포함 또는 배제시키기 위해 유럽마가목에 대해 다른 정의를 내렸다. 최근 정의에 따르면 유럽마가목은 유럽 대부분과 아시아 및 아프리카 일부 지역이 원 서식지인 나무를 포함한다. 그 분포는 마데이라 제도부터 브리튼 제도 및 아이슬란드, 러시아 및 북중국까지 뻗어있다. 비슷한 분포를 보이는 여러 식물들과는 달리, 일본은 천연 서식지가 아니다. 서리에 강하며 단명하는 선구 수종으로 파괴되거나 접근이 어려운 곳에 서식한다.
열매와 잎은 민간 의학에서 음식이나 음료수의 형태로 쓰이며 가축 사료의 형태로도 사용된다. 단단하고 유연한 목재는 전통적으로 목공에 사용되어 왔다. 산악 지역의 토양을 강화하거나 조경수로 식재하며 여러 가지 품종이 있다.

## 생김새
유럽마가목은 최대 나무높이 약 5~15m까지 자라는 아교목 또는 관목이다. 수관은 엉성하고 전체적으로 둥글거나 불규칙한 모양이지만 넓으며 나무줄기가 다양한 형태로 생장한다. 나무줄기는 얇고 원통형이며 흉고직경은 최대 40cm이며, 가지가 튀어나와 치켜 올라와 있다. 어린나무의 나무껍질은 황회색에 빛나며 나이를 먹을수록 검회색으로 변하고 세로 균열이 생기는데, 이는 작은 조각들로 작아진다. 나무껍질의 피목 (皮目)은 길쭉하며 밝은 황토색을 띤다. 80년 이상 살지 못하며 온대 기후에서 가장 빨리 죽는 수종 가운데 하나이다. 변재는 넓고 적백색을 띠며 신재는 연갈색 쪼는 적갈색이다. 산공재(散孔材)이며 유연하고 탄성 있고 단단하지만 건조 상태에서 밀도 600~700 kg/m3로 내구성은 좋지 않다. 뿌리는 깊고 넓게 생장하며 뿌리 생장을 할 수 있고 나무의 윗부분을 잘라낸 이후에도 뿌리가 재생할 수 있다.
겹잎은 원통형의 가운데맥의 양 옆으로 4~9쌍의 작은잎들이 붙어있고 맥 끝에 끝작은잎이 달린 깃꼴형이다. 잎은 길이 최대 20cm, 너비 8~12cm이다. 턱잎 같이 생긴 한 쌍의 잎이 자루 밑부분에 달리며
 가지를 따라 잎이 어긋나 턱잎이 없고 잎이 마주나는 구주물푸레나무와는 구분된다. 작은잎은 길쭉한 창 모양이며, 길이 2~6cm 너비 1~2.6cm이고, 잎 가장자리(葉緣)는 결각이 날카롭고 최외각의 작은 잎을 제외하고는 가운데맥에 가깝게 자리잡고 있거나 짧은 가지들이 달린다. 작은잎은 순이 난 후에는 은회색의 털들로 덮여 있지만 펼쳐진 후에는 털이 거의 없다. 잎 앞면은 암록색이며 뒷면은 회록색이고 천 질감이다. 어린 작은잎은 빻을 때 마지팬 냄새가 난다. 작은잎은 밑바닥이 비대칭이다. 잎은 5월에 자라 나 가을에 노란색으로 변하거나 건조한 곳에서는 암적색이 된다.
순은 1cm 이상 길며 풀솜 또는 울 형태의 털이 달린다. 시간에 따라 사라지는 이 털은 암갈색에서 검은 빛을 띠는 눈을 뒤덮는다. 끝눈은 타원형이고 뾰족하며 좁고 끝이 뾰족한 타원형의 옆눈보다 크며, 작은가지에 가까이 있고 그쪽으로 종종 휘어있다.
자웅동주이다. 수령이 10살에 이르면 성숙하고 거의 매년마다 열매가 충분히 맺힌다. 오뉴월(때때로 9월에도)에 꽃이 피며 약 250개의 황백색 작은 꽃들이 산방꽃차례의 모습을 취하고 있다. 산방꽃차례는 크고 곧으며 부풀어 있다. 꽃은 둥에가 8~10mm 사이이며 털이 나 있거나 없는 다섯 개의 작고 황록색의 삼각 꽃받침이 달린다. 다섯 장의 둥글거나 타원형인 꽃잎은 황백색을 띠며, 꽃턱통을 형성하기 위해 화관과 합쳐진 최대 25개의 수술과 꽃턱(花托)과 융합된 2~5개의 암술대(花柱)가 있는 암술이 달린다. 꽃에서 불쾌한 트리메틸아민 냄새가 난다. 꿀에는 과당과 포도당이 많이 들어 있다.
열매는 둥근 이과로 직경 8~10mm이며 8~10월 사이에 익는다. 열매는 익기 전에는 녹색이며 보통 오렌지 또는 주홍색으로 변한다. 꽃받침은 잘 익은 열매 위에 검은 다섯 개의 뾰족한 별처럼 남아 있다. 산방꽃차례 하나에 80~100개의 이과가 달린다. 이과에는 각각 한 두 개의 납작하고 좁고 뾰족한 붉은 씨앗이 들어있는 2~5개의 방을 가진 별 모양의 암술이 들어있다. 과육에는 카로티노이드, 시트르산, 말산, 파라소르브산,  펙틴, 프로비타민 A, 소르비톨, 탄닌, 비타민 C가 함유되어 있다. 씨앗에는 글리코사이드가 들어있다. 열매의 지속성은 평균 100.6일이며 열매 한 개 당 평균 2.5개의 씨앗이 들어있다. 평균 73.0%의 물이 들어있으며, 건조질량의 8.9%는 탄수화물, 3.1%는 지질이다.
이 종의 염색체 수는 2n=34이다.
- 전형적인 잎 형태를 보이는 묘목
- 꽃차례
- 늦가을 동안 열매가 열려 있는 베르코르 산맥의 표본목.
- 잎 구조

## 분류

### 화석 기록
유럽마가목의 화석은 플라이오세 초기의 튀르키예의 크질자하맘 지구 (Kızılcahamam district)의 식물상 화석으로부터 기재되었다.

### 학명과 향명
학명 Sorbus aucuparia은 속명 sorbus(소르부스)의 경우 라틴어로 마가목을 뜻하며, 종소명  aucuparia(아우쿠파리아)는 '새'를 뜻하는 avis(아비스) 및 '잡다'는 의미를 가진다. 새 사냥을 위한 미끼용으로 유럽마가목의 열매를 사용한 것에서 유래한 것이다. 이 수종은 영어권에서 흔히 rowan(로완)과 mountain ash(마운틴애시)로 불리며 Amur mountain-ash(아무르 마운틴애시), European mountain-ash(유럽 마운틴애시), quick beam(퀵빔), 또는 rowan-berry(로완베리)로 부르기도 한다. 향명 로완과 마운틴애시의 경우 마가목아속의 다른 종들의 이으로 사용될 수 있으며, 특히 마운틴애시는 먼 관계에 있는 다른 나무들의 이름으로도 사용된다. 깃꼴잎을 가지고 있는 물푸레나무속, 또는 태즈메니아와 오스트레일리아 동남부의 빅토리아주에서 서식하는 레그난스유칼립투스 (Eucalyptus regnans)와는 근연이 아니다.
향명 마운틴 애시는 16세기에 붙은 이름이다. 1597년에 존 제러드(John Gerard)가 식물학자들이 붙인 학명인 Montana fraxinus을 그대로 직역하여 처음 사용했다.
과거에 Pyrus aucuparia로 분류되어 있었다.

## 분포 및 서식지
유럽마가목은 5개의 종이 존재한다.

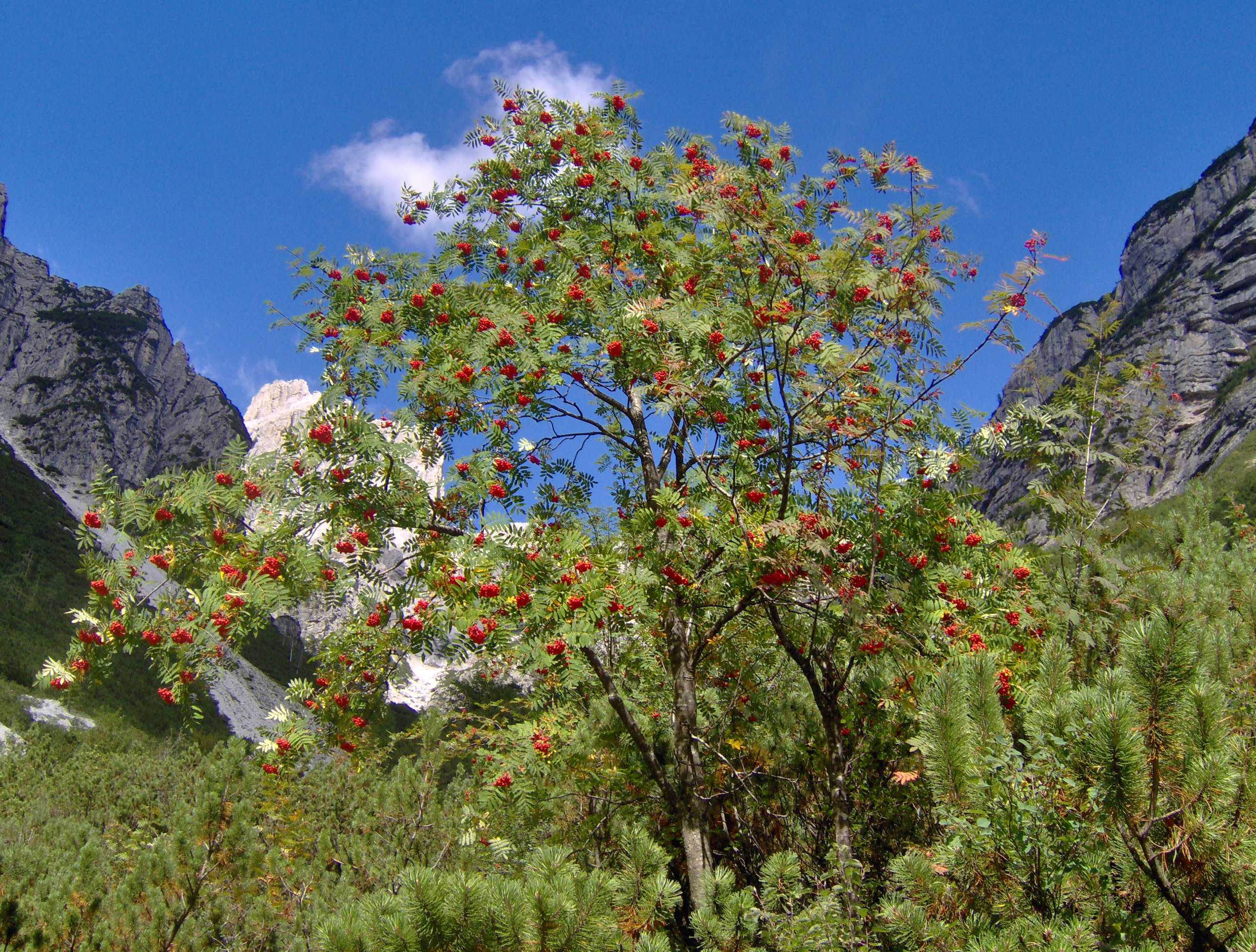
이탈리아 알프스 산맥에서 무고소나무와 같이 생장하는 유럽마가목

- Sorbus aucuparia subsp. aucuparia - 대부분의 종 범위에서 발견되며, 남부에서는 덜 발견된다.
- Sorbus aucuparia subsp. fenenkiana (Georgiev & Stoj.) - 얇고 드문드문 털이 있는 작은잎들과 평평하면서도 둥근 열매가 있으며, 서식지는 불가리아로 한정되어 있다.
- Sorbus aucuparia subsp. glabrata (Wimm. & Grab.) - 털이 적으며, 북유럽 및 중앙유럽의 산맥에 산다.
- Sorbus aucuparia subsp. praemorsa (Guss.) - 작은잎은 털이 많고 열매는 달걀 모양이며 남이탈리아, 시칠리아, 코르시카에 서식한다.
- Sorbus aucuparia subsp. sibirica (Hedl.) - 털이 거의 없고, 러시아 북동부에 서식한다.

## 내용주
1. ↑  “Sorbus aucuparia L.”. 《Plants of the World Online》. Board of Trustees of the Royal Botanic Gardens, Kew. 2017. 2020년 11월 4일에 확인함.
2. 1 2  McAllister, H.A. (2005). 《The genus Sorbus: Mountain Ash and other Rowans》. Kew Publishing. ISBN 1-84246-088-9.
3. ↑  Schauer 2001, p. 342
4. 1 2  Zauner 2000, p. 52
5. 1 2 3 4 5  Harz 2009, p. 72
6. 1 2 3 4 5 6 7  Erlbeck, Haseder, Stinglwagner 1998, p. 166
7. 1 2 3 4 5 6 7  Godet 1994, p. 52
8. 1 2  Godet 2008, p. 110
9. ↑  Laudert 1999, p. 57
10. ↑  Rich, T. C. G. “The Plant Crib, Sorbus” (PDF). Botanical Society of Britain and Ireland.
11. ↑  Godet 1994, p. 138
12. 1 2  Reichholf, Steinbach 1992, p. 103
13. 1 2 3 4  Hecker 1995, p. 130
14. ↑  Smolik 1996, p. 63
15. 1 2  Godet 2008, p. 378
16. ↑  Kremer 2010, p. 42
17. 1 2 3 4 5  Raspé, Findlay, Jacquemart 2000, p. 910
18. 1 2  Godet 1998, p. 68
19. ↑  Erlbeck, Haseder, Stinglwagner 1998, p. 167
20. ↑  Garcke 1972, p. 722
21. ↑  Breckwoldt 2011, p. 153
22. ↑  Hensel 2007, p. 112
23. ↑  Ehrlén & Eriksson 1991.
24. ↑  Raspé, Findlay, Jacquemart 2000, p. 916
25. ↑  Kasaplıgil, Baki (1977). “Ankara, Kızılcahamam yakınındaki Güvem köyü civarında bulunan son tersiyer kozalaklı-yeşil yapraklı ormanı” (PDF). 《Bulletin of the Mineral Research and Exploration》 (튀르키예어, 영어) (Ankara: General Directorate of Mineral Research and Exploration) 88 (94–102).
26. ↑  “Sorbus aucuparia”. 《Germplasm Resources Information Network (GRIN)》 (Agricultural Research Service(ARS), United States Department of Agriculture(USDA)). 2013년 4월 7일에 확인함.
27. ↑  Breckwoldt 2011, p. 152
28. ↑  Grigson G. 1974. A Dictionary of English Plant Names. Allen Lane ISBN 0-71-390442-9
29. ↑  Hora 1993, p. 184
30. ↑  Raspé, Findlay, Jacquemart 2000, p. 911

## 참고주
- 《Enzyklopädie der Garten- und Zimmerpflanzen》 (독일어). Munich: Orbis. 1994. ISBN 3-572-00685-6.
- Aichele, Dietmar; Golte-Bechtle, Marianne (1997). 《Das neue Was blüht denn da?》 (독일어) 56판. Stuttgart: Kosmos. ISBN 3-440-07244-4.
- Hora, Bayard, 편집. (1993). 《Bäume der Welt》 (독일어). Translated by Wolfgang Steuer 2판. Stuttgart: DRW-Verlag. ISBN 3-87181-205-6.
- Breckwoldt, Michael (2011). 《Essen aus der Natur》 (독일어). Berlin: Stiftung Warentest. ISBN 978-3-86851-021-8.
- Dreyer, Eva-Maria (2009). 《Welche Wildkräuter und Beeren sind das?》 (독일어). Stuttgart: Kosmos. ISBN 978-3-440-11808-5.
- Ehrlén, Johan; Eriksson, Ove (1991). “Phenological variation in fruit characteristics in vertebrate-dispersed plants”. 《Oecologia》 86 (4): 463–470. doi:10.1007/BF00318311. ISSN 0029-8549.
- Erlbeck, Reinhold; Haseder, Ilse E.; Stinglwagner, Gerhard K. F. (1998). 《Das Kosmos Wald- und Forstlexikon》 (독일어). Stuttgart: Kosmos. ISBN 3-440-07511-7.
- Fischer, Manfred (1995). 《Farbatlas Obstsorten》 (독일어). Stuttgart: Ulmer. ISBN 3-8001-5542-7.
- Flint, Harrison L. (1997). 《Landscape Plants for Eastern North America》. Wiley. ISBN 0-471-59919-0.
- Friedrich, Gerhard; Schuricht, Werner (1989). 《Seltenes Kern-, Stein- und Beerenobst》 (독일어) 1판. Melsungen: Neumann-Neudamm. ISBN 3-7888-0562-5.
- Garcke, August (1972).  von Weihe, Konrad, 편집. 《Illustrierte Flora》 (독일어) 23판. Berlin, Hamburg: Parey. ISBN 3-489-68034-0.
- Godet, Jean-Denis (1994). 《Bäume und Sträucher》 (독일어). Augsburg: Naturbuch-Verlag. ISBN 3-89440-154-0.
- Godet, Jean-Denis (1998). 《Einheimische Bäume und Sträucher》 (독일어). Augsburg: Naturbuch-Verlag. ISBN 3-89440-296-2.
- Godet, Jean-Denis (2008). 《Knospen und Zweige》 (독일어). Stuttgart: Ulmer. ISBN 978-3-8001-5778-5.
- Harz, Kurt (2009). 《Bäume und Sträucher》 (독일어) 14판. Munich: BLV. ISBN 978-3-8354-0479-3.
- Hecker, Ulrich (1995). 《Bäume und Sträucher》. Früchte, Knospen, Rinden (독일어) 3판. Munich: BLV. ISBN 3-405-13737-3.
- Henschel, Detlev (2002). 《Essbare Wildbeeren und Wildpflanzen》 (독일어) 1판. Stuttgart: Kosmos. ISBN 3-440-09154-6.
- Hensel, Wolfgang (2007). 《Welche Heilpflanze ist das?》 (독일어). Stuttgart: Kosmos. ISBN 978-3-440-10798-0.
- Kremer, Bruno P. (2010). 《Essbare & giftige Wildpflanzen》 (독일어). Stuttgart: Ulmer. ISBN 978-3-8001-5344-2.
- Laudert, Doris (1999). 《Mythos Baum》 (독일어) 2판. Munich: BLV. ISBN 3-405-15350-6.
- Lohmann, Michael (2005). 《Bäume & Sträucher》 (독일어). Munich: BLV. ISBN 3-405-16875-9.
- McTurk, Rory (1997). 〈Marie de France, Geirmundar þáttr heljarskinns, and reader-response criticism〉.   Lecouteux, Claude. 《Hugur》. Paris: Presses de l'Université de Paris-Sorbonne. ISBN 2-84050-089-2.
- Neuweiler, Reto; Röthlisberger, Kurt; Rusterholz, Peter; Terrettaz, Roland (2000). 《Beeren und besondere Obstarten》 (독일어) 1판. Zollikofen: LmZ. ISBN 3-906679-75-6.
- Pahlow, Mannfried (1993). 《Das große Buch der Heilpflanzen》 (독일어) Revis판. Munich: Gräfe und Unzer. ISBN 3-7742-1472-7.
- Paul, Anthony; Rees, Yvonne (1990). 《Bäume im Garten》 (독일어). Translated by Erhard Held. Ravensburg: O. Maier. ISBN 3-473-46173-3.
- Raspé, Olivier; Findlay, Catherine; Jacquemart, Anne-Laure (2000). “Sorbus aucuparia L”. 《Journal of Ecology》 88 (5): 910–930. Bibcode:2000JEcol..88..910R. doi:10.1046/j.1365-2745.2000.00502.x. hdl:2078.1/43268.
- Reichholf, Josef H.; Steinbach, Gunter, 편집. (1992). 《Naturenzyklopädie Europas》 (독일어) 7. Munich: Mosaik. ISBN 3-576-10107-1.
- Schauer, Thomas (2001). 《Der große BLV-Pflanzenführer》 (독일어) 8판. Munich: BLV. ISBN 3-405-16014-6.
- Scherf, Gertrud (2006). 《Wildpflanzen neu entdecken》 (독일어) 1판. Munich: BLV. ISBN 3-8354-0062-2.
- Smolik, H. W. (1996). 《Naturführer Deutschland》 (독일어). Cologne: Tigris. ISBN 3-632-98919-2.
- Ullrich, Bernd; Kühn, Uwe; Kühn, Stefan (2009). 《Unsere 500 ältesten Bäume》 (독일어). Munich: BLV. ISBN 978-3-8354-0376-5.
- Větvička, Václav (1995). 《Dausien's grosses Buch der Bäume und Sträucher》 (독일어). Translated by Jürgen Ostmeyer 3판. Hanau: Dausien. ISBN 3-7684-2509-6.
- Zauner, Georg (2000). 《GU-Kompass Laubbäume》 (독일어) 10판. Munich: Gräfe und Unzer. ISBN 3-7742-6205-5.